# レヒガウ
レヒガウ (ドイツ語: Löchgau) はドイツ連邦共和国バーデン＝ヴュルテンベルク州ルートヴィヒスブルク郡に属す町村（以下、本項では便宜上「町」と記述する）である。この町は、シュトゥットガルト地域（1992年まではミットレラー・ネッカー地域）およびシュトゥットガルト大都市圏に含まれる。

## 地理

### 位置
レヒガウ町は、ネッカー盆地南西部メッター平地に位置している。これはエンツ川支流シュタインバッハ川沿いの平らな盆地にあたる。シュタインバッハ川は町境を超え、東の隣市にわずかに入ったところでエンツ川に合流する。

### 自治体の構成
レヒガウ町には、レヒガウ集落、ヴァイセンホーフ小集落、ペータースヘーフェ農場が属している。

### 隣接する市町村
レヒガウの町域は順に、北西はフロイデンタール、北はエルリヒハイム、北北東はベニヒハイム、北東はヴァルハイム、南東はベージヒハイム、南はビーティヒハイム＝ビシンゲン、南西はザクセンハイムと境を接している。隣接する市町村は、いずれもルートヴィヒスブルク郡に属している。

### 土地利用
| 土地用途別面積     | 面積 (km2) | 占有率 |
| ------------------ | ---------- | ------ |
| 住宅地および空き地 | 0.72       | 6.6 %  |
| 産業用地           | 0.21       | 2.0 %  |
| レジャー用地       | 0.09       | 0.8 %  |
| 交通用地           | 0.76       | 6.9 %  |
| 農業用地           | 6.14       | 56.1 % |
| 森林               | 2.72       | 24.8 % |
| 水域               | 0.04       | 0.4 %  |
| その他の用地       | 0.27       | 2.5 %  |
| 合計               | 10.95      |        |

州統計局の2018年12月31日現在のデータによる。

## 歴史

### 概要
レヒガウの最初の文献記述は、偽造された寄進状に見られる。この文書には、シュパイアー司教がレヒガウ在住のベリンガーという名の貴族からレヒガウのペータース教会を購入し、1147年にマウルブロン修道院に寄進するという内容が記されている。マウルブロン修道院は1244年にレヒガウの教会をシュパイアー聖堂参事会に移譲している。
1484年、インゲルスハイムのヴュルテンベルク領部分と交換で、プファルツ選帝侯領であったレヒガウの 1/4 がヴュルテンベルクの所有となった。ヴュルテンベルク公ウルリヒは、1506年にフロイデンタールと交換で、コンラート・シェンク・フォン・ヴィンターシュテッテンから別の 1/4 を獲得した。1529年にバーデン辺境伯フィリップ1世は、ベージヒハイムとその周辺の土地を買い戻し、これによりレヒガウの半分がバーデン領となった。レヒガウは1595年まで半分がヴュルテンベルク領、残り半分がバーデン領であった。
1530年に、堀と3本の塔を備えた楕円形の村壁が初めて文献に記録されている。この壁の遺構は1984年に文化財に指定された。
レヒガウは1534年に福音主義化された。
1579年、シュパイアー聖堂参事会によって十分の一税倉庫が建設された。
1595年、ヴュルテンベルク公フリードリヒ1世がレヒガウの残り半分を、バーデンのアムト・ムンデルスハイムおよびアムト・ベージヒハイムとともにバーデン＝ドゥルラハ辺境伯エルンスト・フリードリヒから購入した。レヒガウはアムト・ベージヒハイムに編入され、完全にヴュルテンベルク領となった。

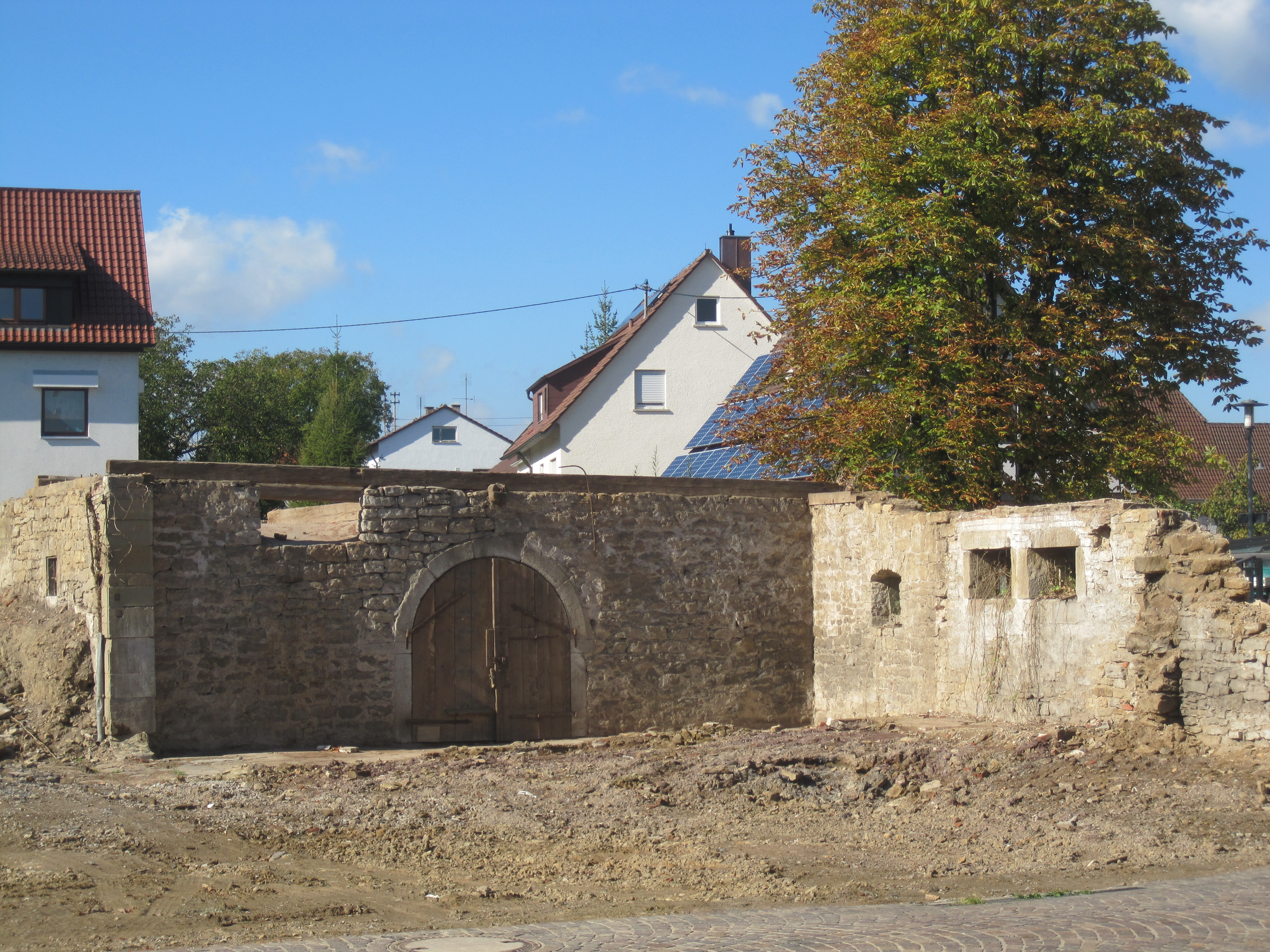
旅館「クローネ」のケラー跡

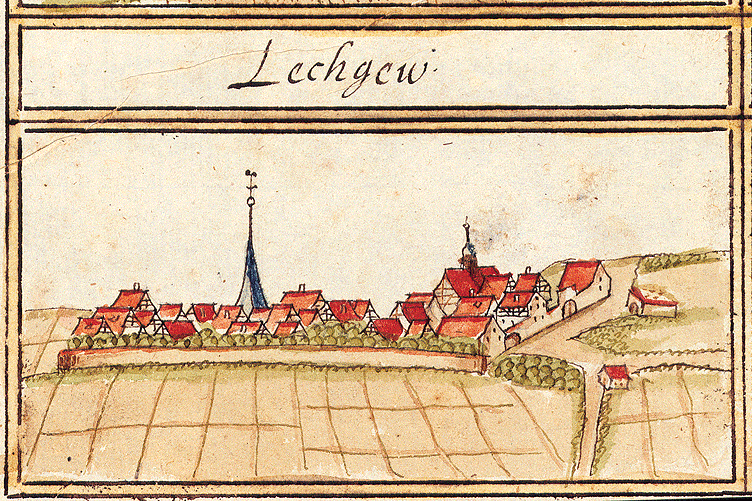
1684年頃にアンドレアス・キーザーによって描かれたレヒガウ

遅くとも17世紀初めから、荒石造りの、一部地上にまで及ぶケラー（地下貯蔵庫）が造られた。これはかつて旅館「クローネ」のものであった。クローネと向かい合う村壁の外側のケラーは、州道西側の後の旅館「ゾネ」の場所にあたる。このケラーは、徒渉地や馬の洗い場あるいは水飲み場として利用されたシュタインバッハ川の浅瀬「ヴェッテ」の近くにあったため、地中の深くない場所に設けられた。
レヒガウの町役場は初めブルネンガッセにあり、ハウプト通りの3階建ての木組み建築は1602年までに建造された。
1604年に教区倉庫が建設されたが、1686年8月に落雷のため十分の一税倉庫とともに焼失した。1年後に再建された。
1618年から1648年まで三十年戦争が続き、その過程でレヒガウで110家族が死滅した。
1650年からレヒガウはアムト・ビーティヒハイムに属すことになり、すべての税はその中で支払われた。
1739年、レヒガウから南に 2 km のローマ時代の旧荘園跡にヤーコプとハンス＝イェルクのヴァイス兄弟が農場を開墾し、ヴァイセンホーフ小集落が形成された。1799年11月3日にフランス軍がレヒガウ近郊に陣を構えてルートヴィヒスブルクを脅かしたが、オーストリア軍によって撃退された。
1802年、ヴェッテにシュタインバッハ川に架かる橋が建設され、町の西側の2つの門が取り壊された。旅館ゾネ近くのヴェッテ広場と、1407年に初めて記録されたケルター（ブドウ搾り所）の麓の広場は、ワインの積み替え場として利用された。ヴェッテの泉の水は小さな水路を通って町の西に位置する貯水槽に供給された。
1806年、旧ヴュルテンベルクの町レヒガウは、新設されたヴュルテンベルク王国の一部となった。
1810年にレヒガウはオーバーアムト・ベージヒハイムに属した。
1816年から1817年にかけて、夏のない年による飢饉のため、多くのレヒガウ住民が移住して行った。

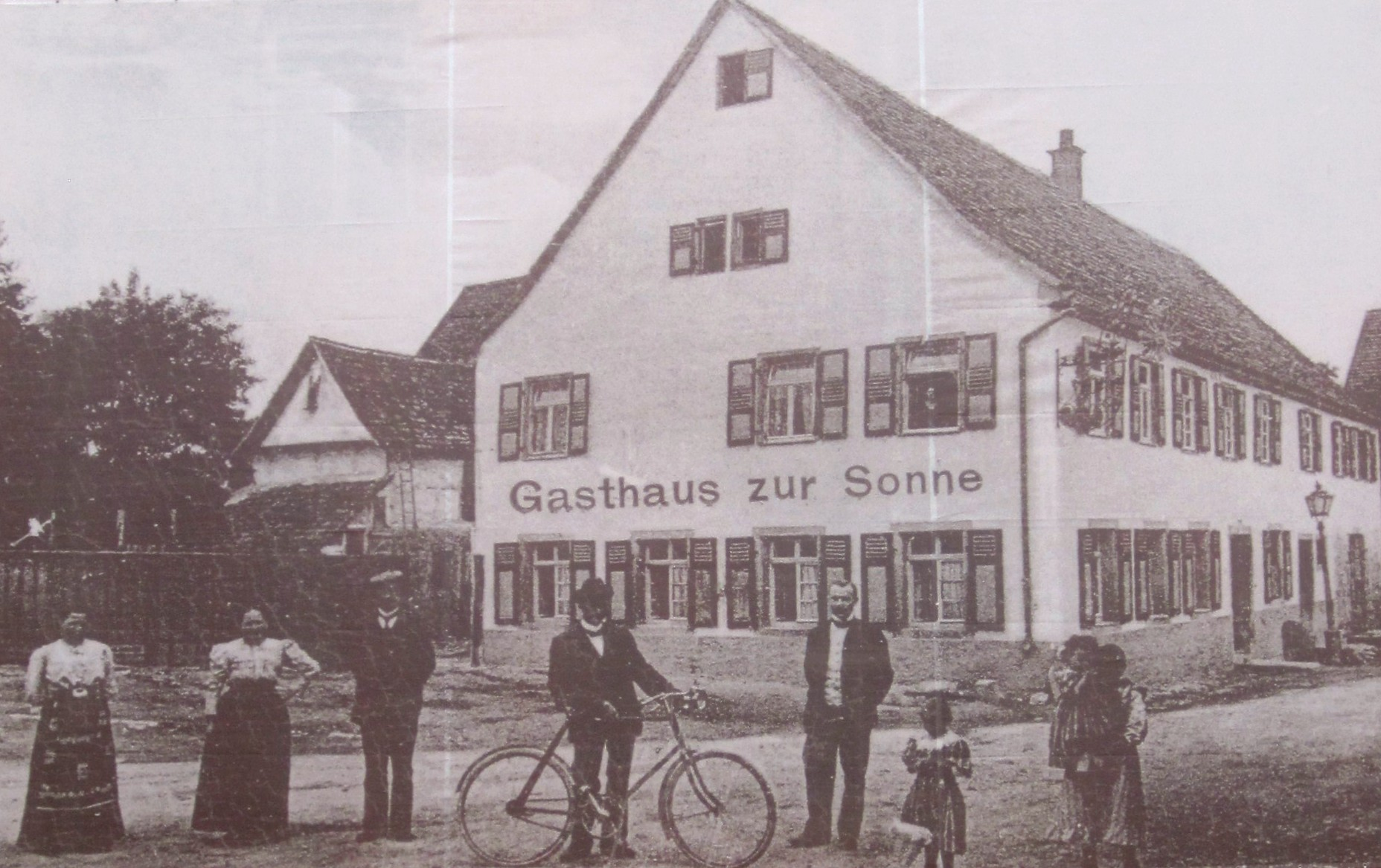
かつての旅館「ゾネ」

1819年、村壁の外側、ビーティヒハイマー門の向かい側に旅館「ゾネ」が建設された。シュトゥットガルトとフランクフルトとを結ぶ重要な交易路が、多くの旅人が宿泊する新しい旅館によって、町から切り離された。かつての「クローネ」のケラーの場所には倉庫が設けられ、別のケラーの場所には1926年にゾネの祝祭ホールが建設された。この2つのケラーには現在、ケラーツアーで訪れることができる。
1820年に、町の東端にあるベージヒハイマー門が撤去された。人口は1850年頃に三十年戦争以前の人口を回復した。1851年に十分の一税の支払いが撤廃された。
1875年に釘工場が設立された。
1938年の郡の再編によりこの町はルートヴィヒスブルク郡に属すこととなった。
1970年に街の中心部にあったシュタインバッハ川に架かる橋が撤去され、川の近くにあった小さな庭園が取り壊され、シュタインバッハ川が大部分が暗渠化された。村壁の一部も通行料の増加したベージヒハイマー通り拡充のために撤去された。
1999年に南のバイパス道路が建設され、ベージヒハイマー通りの通行量は軽減された。
2011年8月に旅館「ゾネ」の建物が解体され、歴史的な村の回遊路のポイント2はもはや存在しない。17世紀と20世紀の2つのケラーとシュタインバッハ川沿いの北向きの外壁だけが遺された。2つのケラーには新しい屋根や付属建造物が取り付けられ、保護されていた。これらは、2016年にショッピングチェーン「ノルマ」のために取り壊された。

## 住民

### 人口推移
以下の表の数値は、各時点での町域における人口の推定値、人口調査結果 (*)、バーデン＝ヴュルテンベルク州統計局の公的研究結果に基づいている。
| 年   | 人口（人） |
| ---- | ---------- |
| 1545 | 605        |
| 1605 | 780        |
| 1634 | 180        |
| 1652 | 33         |
| 1655 | 52         |
| 1661 | 220        |
| 1703 | 500        |
| 1724 | 614        |
| 1787 | 1,039      |
| 1797 | 996        |

| 年    | 人口（人） |
| ----- | ---------- |
| 1802  | 1,005      |
| 1809  | 1,214      |
| 1871* | 1,276      |
| 1880* | 1,335      |
| 1900* | 1,269      |
| 1925* | 1,512      |
| 1939* | 1,512      |
| 1950* | 2,221      |
| 1961* | 2,754      |
| 1970* | 3,881      |

| 年    | 人口（人） |
| ----- | ---------- |
| 1980  | 4,374      |
| 1987* | 4,410      |
| 1990  | 4,938      |
| 1995  | 4,880      |
| 2000  | 5,262      |
| 2005  | 5,326      |
| 2010  | 5,371      |
| 2015  | 5,536      |

## 行政

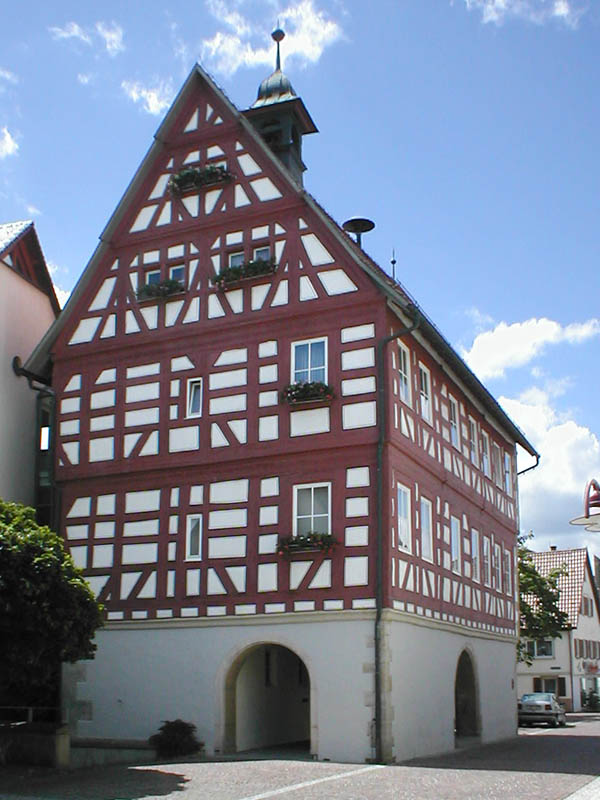
レヒガウの町役場

### 町議会議員
レヒガウの町議会議員は14議席である。町議会は、選出された名誉職の議員と議長を務める町長で構成されている。町長は町議会において投票権を有している。

### 紋章と旗
町の紋章は青地に、金色で大文字「L」が書かれており、その左上（向かって右上）に6本の突起がある金色の星が描かれている。黄 - 青の配色の町の旗は、1980年3月12日に認可された。

## 文化と見所

### 博物館
1998年に開館した技術史博物館「釘博物館」は、4,500種の釘を含むレッカー社のマスターコレクションを起源とする。この企業は1876年から1974年までの約100年間にわたってレヒガウで生産を行っていた。このコレクションに基づき活動サークル「ドルフビルト・レヒガウ」は釘の歴史に関する常設展示を制作し、釘をテーマとするテキストや図による説明を加えた。これに加えて、珍品の展示もなされている。釘博物館は、2011年5月15日からオーベラー通り8番地の歴史的な邸宅内の新しい展示室に入居している。

### 建築

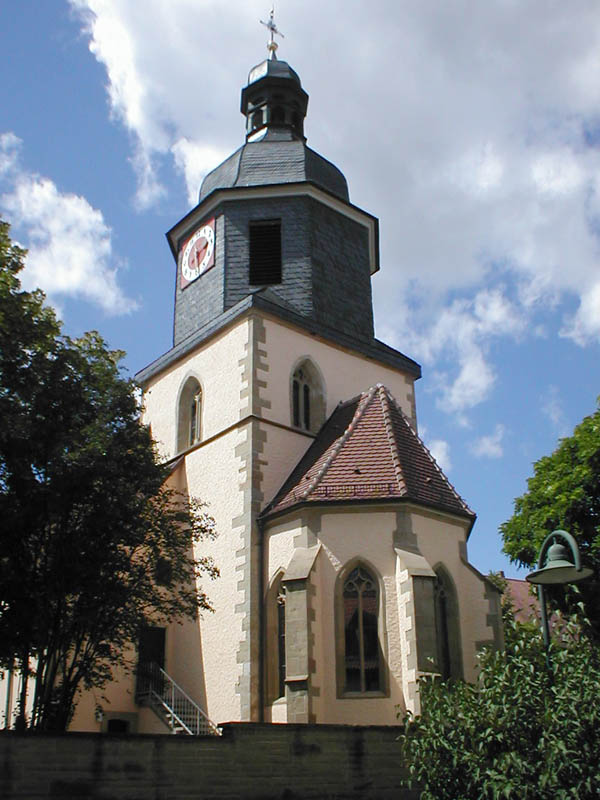
ペータース教会

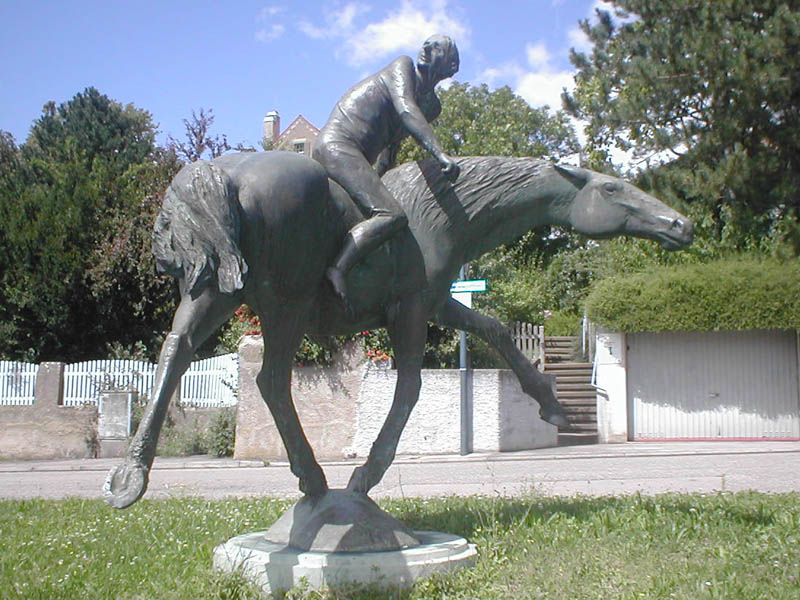
レラッヒャー・ライター

- ペータース教会は、1147年に文献に記録されている。この教会の最も古い建築部分は13/14世紀とされている。塔は1756年/76年に現在の姿になった。近代的なオルガンは1959年にリヒャルト・レンシュが制作したものである。
- 教会の近くに牧師館がある。ヴォールトは1746年の建造で、その裏手には1576年建造の十分の一税倉庫があり、1604年に教区倉庫が増築されている。
- 教会の周りの歴史的中心部には、1682年の古い校舎があった場所に1852年に建造され、1950年代まで学校として機能していた旧校舎がある。その隣には、ユーゲントシュティール時代の新しい特徴的なバルコニーを持つ1614年建造の古い民家がある。
- 町役場は1602年に木組み建築の工法で建設された。この建物の1階にはかつて、市場ホールがあった。この建物は1988年に増築された。
- 村壁は、1530年に初めて記述されており、現在も一部が保存されている。通常、村は木製の柵や生け垣だけで囲まれており、壁で囲まれているのは都市だけである。この村が頑丈な壁で囲まれているのは特殊な例である。
- 旧ケルター（ブドウ搾り所）は1407年に最初の記録が遺る。1980年代に改修されたこの建物は、現在レストランになっている。
- オーベルスト・メーゼルの農場は、1600年頃に建設された。建物の張り出し部は1871年に増築されたもので、厩舎は1886年に建設された。
- 旧鍛冶屋は1800年頃に建てられた。
- 歴史的中心部の端に旅館「クローネ」と「ゾネ」があった。旅館「クローネ」は村壁の遺構の上に建設され、現在も飲食店が入居している。旅館「ゾネ」は1819年の建造で、北の外壁、ゾネンザールの下にあった1926年に切石で造られたケラーと、17世紀初めの荒石で造られたケラー以外は2011年8月に取り壊された。これらの遺された建物も2015年に、ショッピングチェーン「ノルマ」の支店建設のために取り壊された。

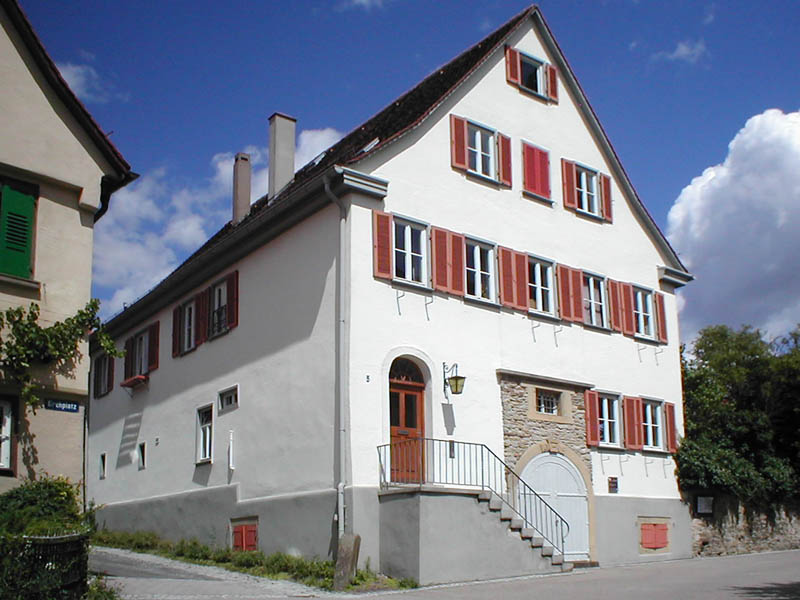
牧師館
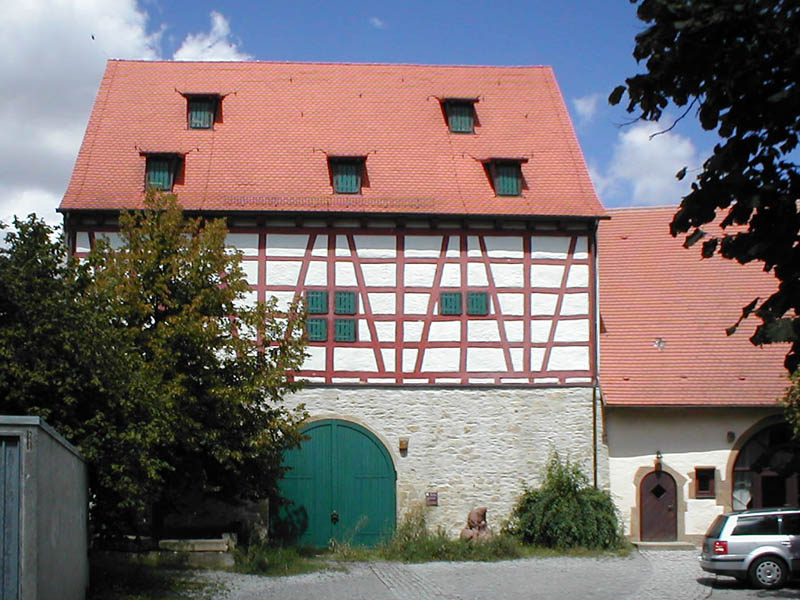
旧十分の一税倉庫
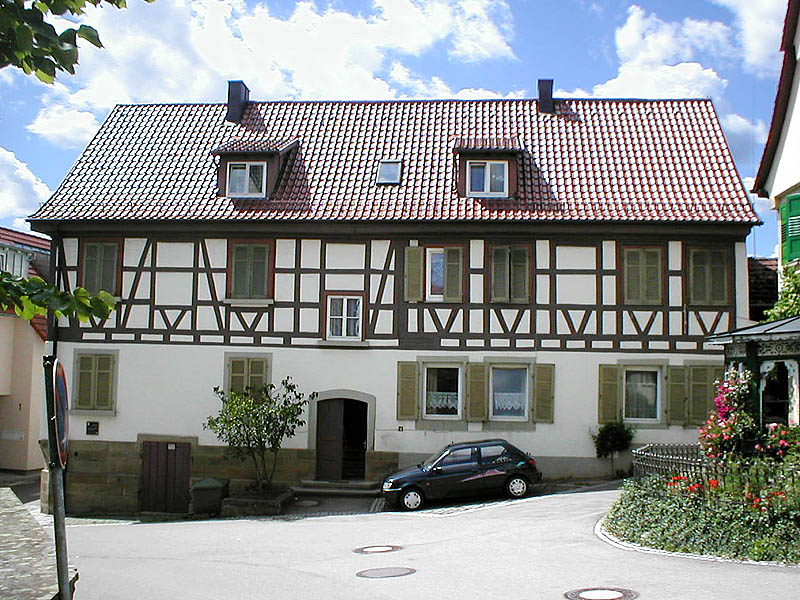
旧校舎
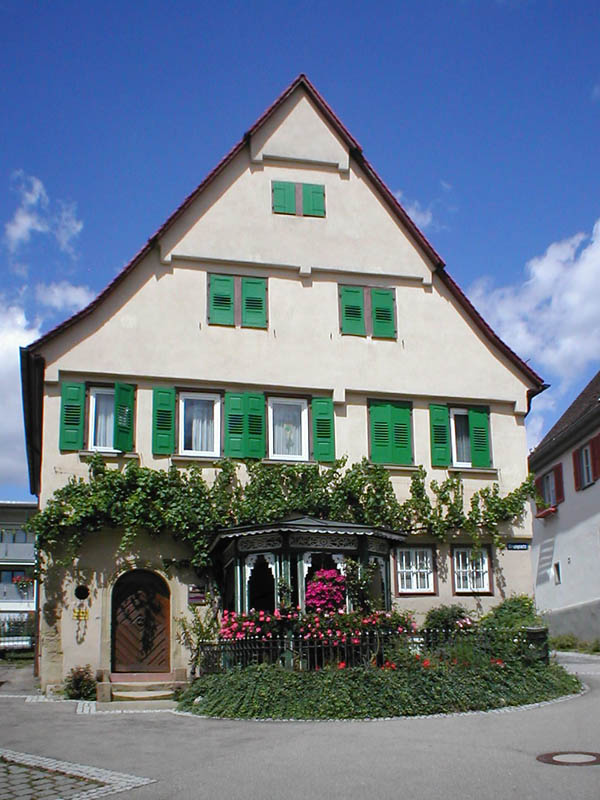
1614年建造の民家
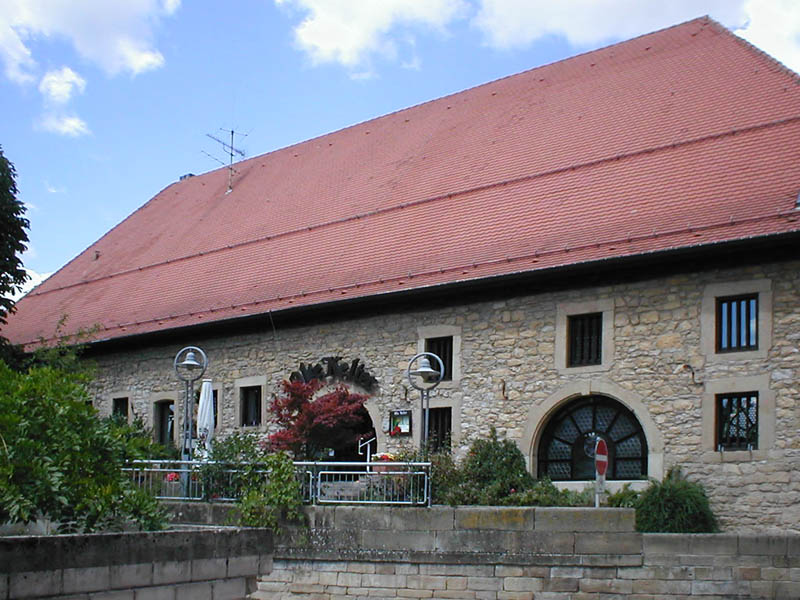
レヒガウの旧ケルター
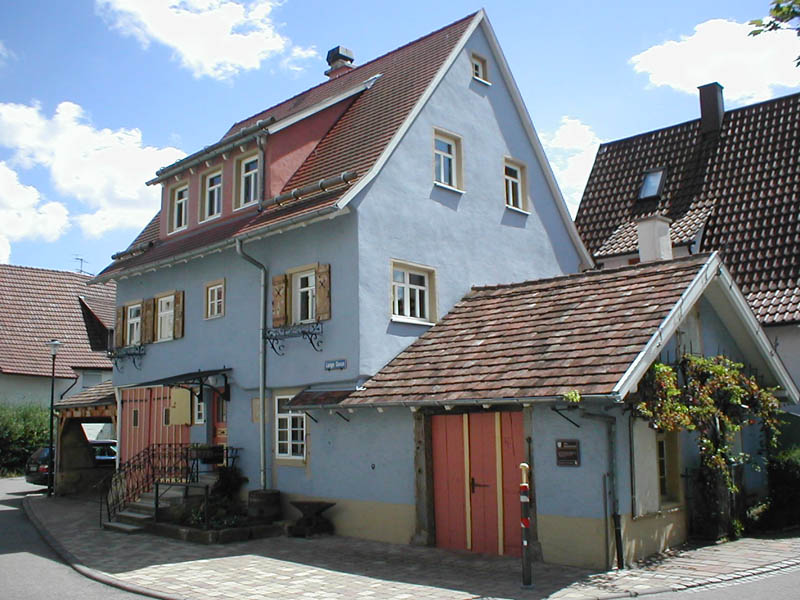
旧鍛冶屋

### 彫刻
レヒガウは泉や彫刻が豊かな町である。その多くは地元在住の芸術家カール＝ヘニング・ゼーマンによって制作されたものである。たとえば、ペータース教会前の十字架群像、町役場の泉、ラートハウス広場（町役場広場）の彫刻「デア・ヴァインスカンダル」（直訳: ワインスキャンダル）、ベージヒハイムへの出入り口にある「レラッヒャー・ライター」、「ライネッケ・フックス」、市民庭園の階段の彫刻や、泉「ハーゼンロプファーブルネン」などである。

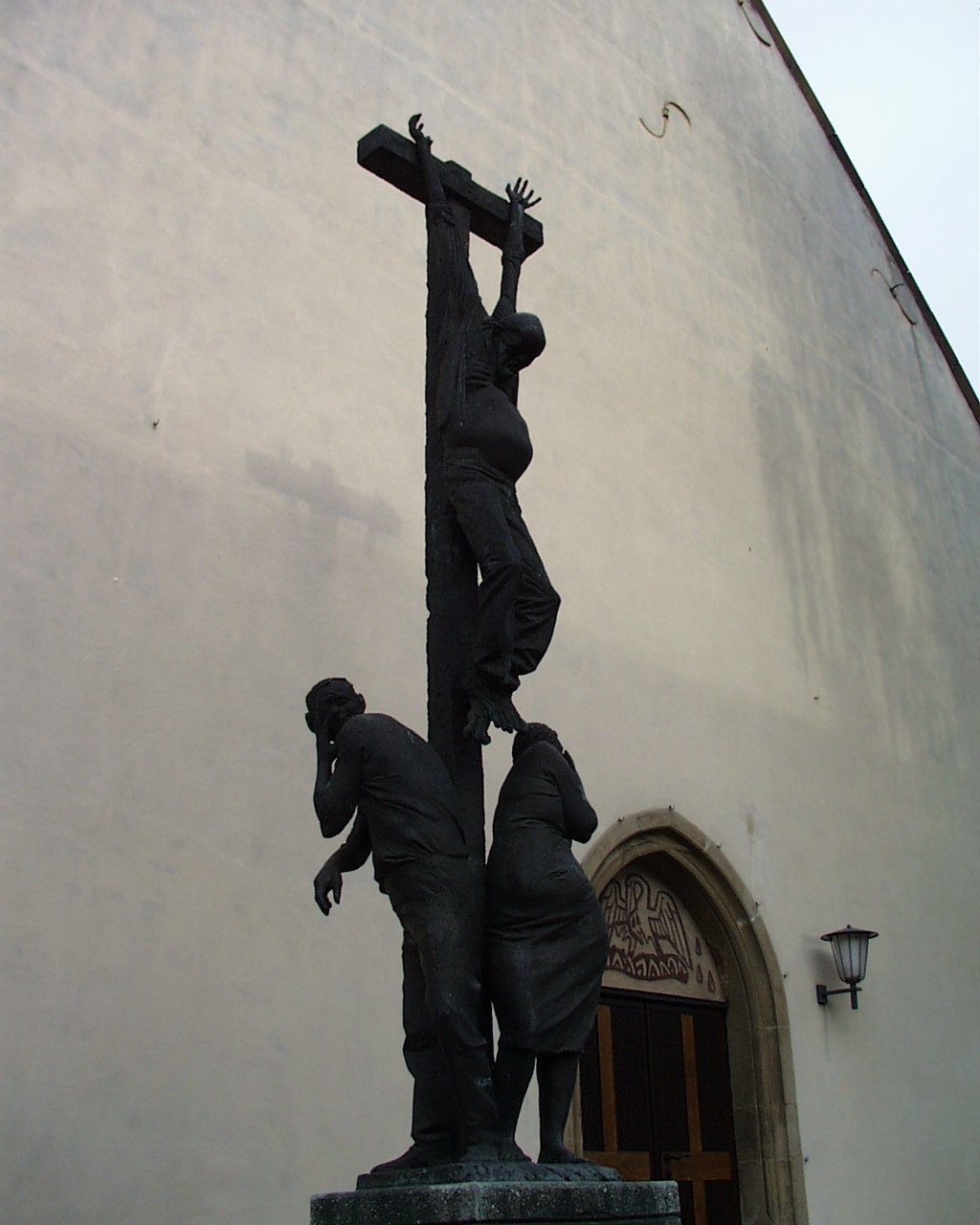
ペータース教会前の十字架群像
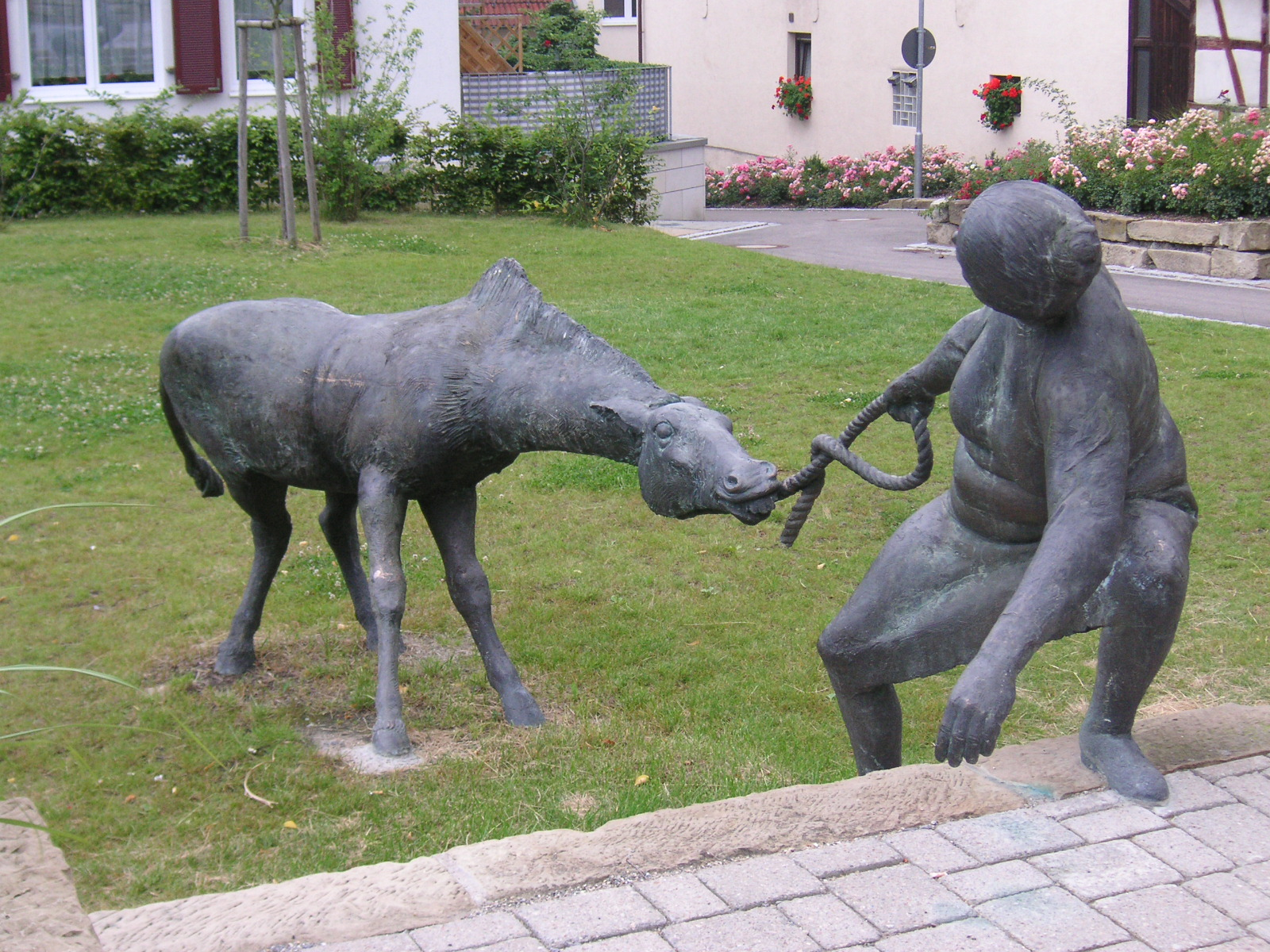
市民庭園の階段の彫刻
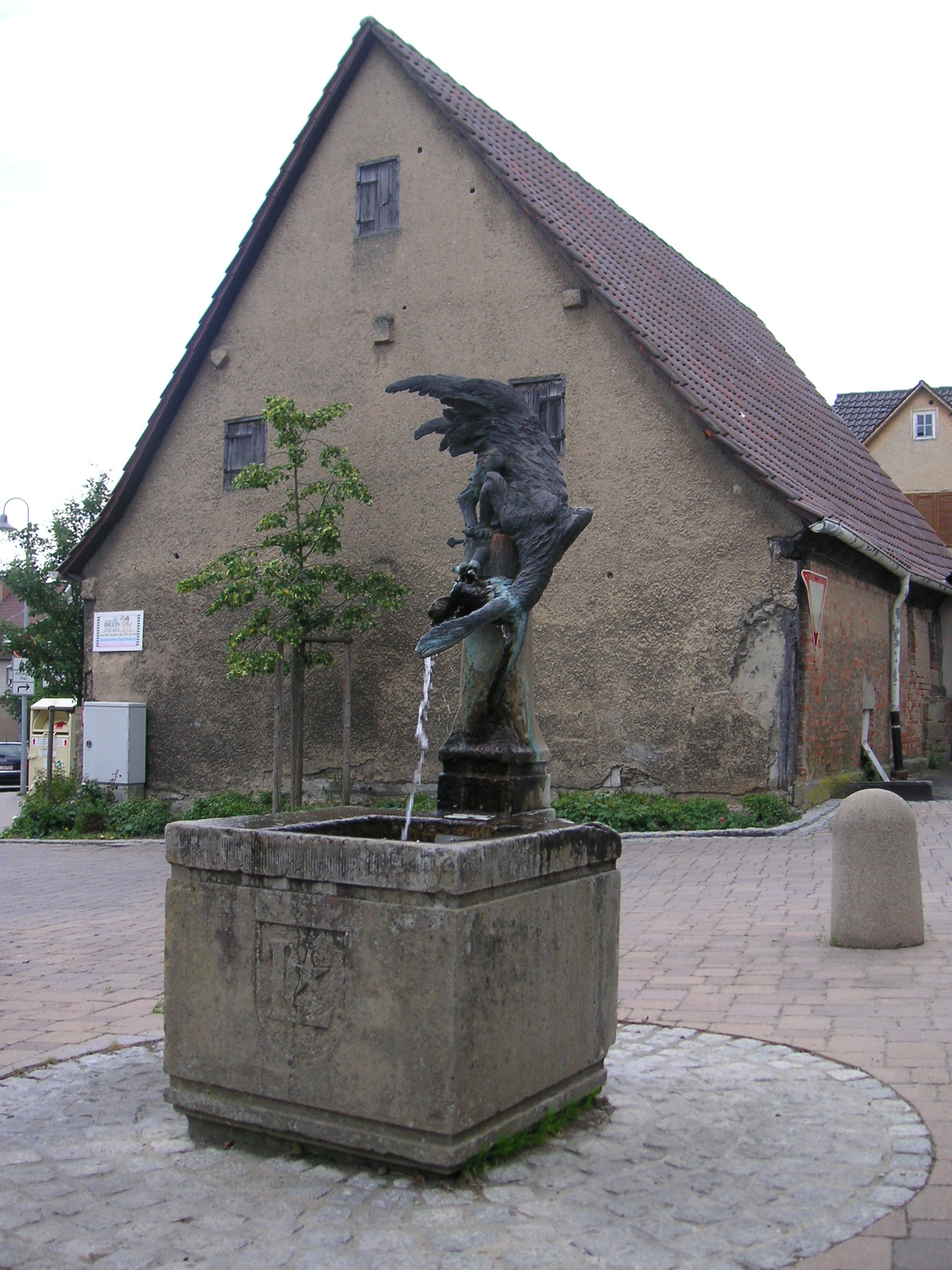
ハーゼンロプファーブルネン

### 年中行事
- ハーゼンロプファー祭
- ヴァイセンホーフ祭
- マルクト広場周辺で行われる「レヒガウのワイン村」
- レヒガウ航空祭
- クレマーマルクト、春と秋のマーケット

## 経済と社会資本
レヒガウは、ヴュルテンベルク・ワイン地区のヴュルテンベルク・ウンターラント地域シャルクシュタイン大地区に属すワインの産地である。

### 交通
レヒガウにはグライダー飛行場がある。

### 公共施設
郡立クレーブラット養護ホームの老人・養護ホームがある。町には、ビルケンヴェーク、リリエンヴェーク、ベートーヴェン通りの3つの幼稚園、およびシュール通りのキンダーハウス・ハーゼンネストを運営している。

### ライフライン
この町の電力網およびガス網は、ネッツェ BW GmbH によって運営されている。飲料水は、ベージヒハイマー水供給グループによって供給されている。

## 参考図書
- Thomas Schulz, ed (2004). Löchgau – Beiträge zur Ortsgeschichte. Ludwigsburg

この文献は、翻訳元であるドイツ語版の参考文献として挙げられていたものであり、日本語版作成に際し直接参照してはおりません。